# Road Trippin'
Road Trippin' е сингъл на американската рок група Ред Хот Чили Пепърс. Това е петият издаден сингъл от албума Californication. Песента е издадена като сингъл само в Европа. Направен е и видеоклип, но песента е издадена в САЩ едва през 2003 с компилацията Greatest Hits.
В песента се пее за пътешествие на Антъни Кийдис, Флий и Чад Смит и ознаменува завръщането в бандата на Джон Фрушанте. Това е една от малкото песни на групата, в която барабаните липсват, като самия барабанистът Чад Смит се появява само в края на видеоклипа.